# Matthew Ladley
Matthew Ladley (ur. 17 maja 1991 w Chicago) – amerykański snowboardzista specjalizujący się w halfpipe’ie. Po raz pierwszy na arenie międzynarodowej pojawił się 7 stycznia 2005 roku w Mt. Bachelor, gdzie w zawodach Nor-Am Cup zajął 43. miejsce. W zawodach Pucharu Świata zadebiutował 10 marca 2007 roku w Lake Placid, zajmując dwudzieste miejsce. Tym samym już w swoim debiucie wywalczył pierwsze pucharowe punkty. Na podium zawodów tego cyklu po raz pierwszy stanął 6 lutego 2016 roku w Park City, kończąc rywalizację na pierwszej pozycji. W zawodach tych wyprzedził dwóch Japończyków: Ryō Aono i Naito Ando. Najlepsze wyniki osiągnął w sezonie 2015/2016, kiedy to zajął 20. miejsce w klasyfikacji generalnej AFU, a w klasyfikacji halfpipe’a był piąty. Nie startował na mistrzostwach świata ani igrzyskach olimpijskich.

## Osiągnięcia

### Puchar Świata

#### Miejsca w klasyfikacji generalnej
- sezon 2006/2007: 210.
- sezon 2007/2008: 152.
- sezon 2008/2009: 159.
  - AFU[2]
- sezon 2010/2011: 33.
- sezon 2012/2013: 35.
- sezon 2013/2014: 97.
- sezon 2014/2015: 34.
- sezon 2015/2016: 20.
- sezon 2016/2017: 55.

#### Miejsca na podium w zawodach
1. Park City – 6 lutego 2016 (halfpipe) – 1. miejsce